# Carl Humann
Carl (tudi Karl) Humann, nemški inženir, arhitekt in arheolog, * 4. januar 1839, Steele, Nemška zveza (del današnjega Essna), † 12. april 1896, Izmir, Osmansko cesarstvo.
Odkril je Pergamonski oltar.

## Življenjepis

### Zgodnja leta
Humann, šolan železniški inženir in prizadeven študent arhitekture, je najprej sodeloval pri izgradnji železnice Bergisch-Märkische v Severnem Porenju - Vestfalija, ta položaj je dobil ob pomoči starejšega brata Franza, ki je tam delal. Kasneje je obiskoval Gradbeno akademijo v Berlinu. Ker je zbolel za tuberkulozo, je iskal toplejše podnebje, zato se je preselil v takratno Osmansko cesarstvo in se ustalil v Carigradu. Sodeloval je pri izkopavanjih na otoku Samosu, pri čemer se je pridružil svojemu bratu Franzu, ki je delal na Herajonovem svetišču, gradil palače in leta 1864 potoval po Palestini po nalogu Osmanskega cesarstva. Izdelal je natančne zemljevide tega območja. Ob delu nadzornika za železniške in cestne gradbene oddelke je pridobil poznavanje ruševin klasičnega obdobja ter razvil obsežno mrežo stikov in poznanstev.
Nikoli ni študiral arheologije ali pridobil višje izobrazbe s tega področja, predstavljal je arheologa 19. stoletja, podobnega Heinrichu Schliemannu in Wilhelmu Dörpfeldu. Bil je predstavnik generacije grobih in pripravljenih pionirjev, ki so razvili odpor do »filologov« in so se zaradi počasnega in previdnega pristopa do izkopavanj zlahka ujezili. Po drugi strani pa je Humann vzpostavil obsežno mrežo stikov po celotnem Osmanskem cesarstvu, z lokalnimi uradniki in delavci, ki so mu dali vzdevek »podkralj Male Azije«, in pridobil spoštovanje direktorja turških muzejev Osmana Hamdi Beya.

### Pergamon
Od 1867 do 1873 je nadziral gradnjo cest v Anatoliji. Kot del svoje priprave je obiskal pozimi 1864/65 mesto antičnega Pergamona. Na tem zgodovinskem mestu je izkoristil svoj vpliv, da bi ustavil uničenje delno odkritih marmornih ruševin. Čeprav je že pokazal veliko zanimanje za začetek izkopavanja na tem območju, je moral počakati na uradno podporo Berlina.
Nazadnje je leta 1878 dobil podporo direktorja berlinskega muzeja kipov in finančno podporo Alexandra Conzeja ter uradna dovoljenja osmanske vlade, ki so omogočila začetek izkopavanj septembra tistega leta. Med začetnimi deli so odkrili velik del umetniško izjemno dragocenega friza oltarja in številne skulpture. Po tem uspehu sta bili opravljeni druga in tretja misija v letih 1880-1881 in 1883-1886 (s pomočjo Wilhelma Dörpfelda). Najdbe so v dogovoru z osmansko vlado postale last nemških arheologov in so bile prepeljane v zabojih na obalo, natovorjene na ladje nemške mornarice in prenesene v Berlin.
V Nemškem cesarstvu so najdbe velikega oltarja, ki je bil eden najboljših primerkov helenističnega kiparstva, vzbudile pozornost in prinesle Humannu takojšnjo slavo. V nacionalističnem vzdušju tistega časa so najdbe zbudile močan občutek ponosa, zlasti kot nekaj, kar je konkuriralo frizu Partenona v Londonskem Britanskem muzeju.

### Poznejše odprave
Humann je kasneje v imenu Pruske akademije znanosti naredil posnetke antičnih arheoloških najdišč Angore, tako v zgornjem Evfratu kakor tudi v severni Siriji. Leta 1882 je opravil izkopavanja za Nemško vzhodno društvo v Sam'ali (hetitsko Yadiya, sodobni Zincirli). Leta 1884 je postal direktor oddelka Kraljevega muzeja v Berlinu, odgovoren za vse pruske arheološke ekspedicije na Bližnjem vzhodu, vendar je obdržal svojo rezidenco v Smirni, da bi zaščitil interese kraljevskih muzejev na tem območju.
Še naprej je delal in širil svoje raziskave v Smirni ter postal svetovno znan kot gostitelj tujcev na tem območju. Junija in julija 1887 je delal na mestu Hierapolis. Leta 1888 je usmeril nadaljnja izkopavanja v Sam'ali in poskusno izkopavanje v Trallesu (sodobni Aydin). Med letoma 1891 in 1893 je opravil izkopavanja, ki so pripeljala do odkritja Magnezije na Maeandru, in kasnejše ekspedicije v Priene (1895) ter z Ottom Benndorfom v Efez (1895).

## Osebno življenje
Carl Humann se je leta 1874 poročil z Louise Werner in imel z njo dva otroka: Mario (1875-1971), ki se je leta 1901 poročila z arheologom Friedrichom Sarrejem, in Hansa (1878-1933), ki je postal mornariški častnik, vojaški ataše, diplomat in poslovnež.
Carl Humann je umrl 12. aprila 1896 in je bil pokopan na katoliškem pokopališču v Izmirju. Njegove posmrtne ostanke so leta 1967 prestavili na Pergamon, takoj južno od oltarja.
Poprsje Carla Humanna je ustvaril Adolf Brütt leta 1901, hkrati z dograditvijo Siegesallee (aleje zmagovalcev) in odprtjem Pergamonovega muzeja v Berlinu. Replika tega poprsja je v Kaiser-Otto-Platzu v Steeleu, medtem ko sta po arheologu poimenovana Carl-Humann-Gynasium v Essnu in Carl-Humann-Schule v Berlinu. Kljub vsem hvalnicam, ki jih je Humann prejel v času svojega življenja in posthumno, nikoli ni postal polnopraven član Inštituta za arheološko korespondenco, ta ga je sprejel le kot 'arhitekta'.